# BET Awards
Der BET Award ist ein amerikanischer Fernsehpreis. Er wird von Black Entertainment Television (BET) jährlich im Rahmen einer Preisverleihung an Künstler in den Bereichen Musik, Schauspiel, Film und Sport vergeben.

## Geschichte
Die ersten BET Awards wurden 2001 verliehen. Sie entstanden aus der Not heraus, dass afroamerikanische Künstler bei Veranstaltungen wie dem Oscar deutlich unterrepräsentiert waren. Bis zur ersten Ausgabe hatten gerade einmal sechs schwarze Schauspieler einen Oscar bekommen. Die Preisverleihung wird vom namensgebenden Sender ins freie Kabelnetz übertragen. Seit 2014 wird der Award auch auf weiteren Sendern übertragen, zudem gibt es einen Online-Stream.
Die Trophäe wurde von Carlos „Mare139“ Rodriguez entworfen. Sie sind in der Form eines aufsteigenden Sterns gehalten.
Seit 2006 gibt es auf BET noch eine weitere Awards-Show, die BET Hip Hop Awards, die sich auf Hip-Hop spezialisiert hat. Nachdem die erste Preisverleihung in dem Hotel Paris Las Vegas stattfand, wurde seit 2002 aus Los Angeles übertragen. Von 2002 bis 2005 gastierte die Verleihung im Kodak Theatre, anschließend von 2006 bis 2012 im Shrine Auditorium und seitdem im Microsoft Theater. 2020 musste die Veranstaltung wegen der COVID-19-Pandemie in den Vereinigten Staaten virtuell abgehalten werden.
Seit 2012 produziert Jesse Collins Entertainment die Show, die neben der Preisverleihung auch ein größeres Musikprogramm umfasst.
| Jahr | Name            | Datum         | Ort                               | Moderator                             |
| ---- | --------------- | ------------- | --------------------------------- | ------------------------------------- |
| 2001 | BET Awards 2001 | 19. Juni 2001 | Paris Las Vegas, Paradise, Nevada | Steve Harvey & Cedric the Entertainer |
| 2002 | BET Awards 2002 | 29. Juni 2002 | Kodak Theater, Los Angeles        | Steve Harvey & Cedric the Entertainer |
| 2003 | BET Awards 2003 | 24. Juni 2003 | Kodak Theater, Los Angeles        | Mo’Nique                              |
| 2004 | BET Awards 2004 | 29. Juni 2004 | Kodak Theater, Los Angeles        | Mo’Nique                              |
| 2005 | BET Awards 2005 | 28. Juni 2005 | Kodak Theater, Los Angeles        | Will Smith & Jada Pinkett Smith       |
| 2006 | BET Awards 2006 | 27. Juni 2006 | Shrine Auditorium, Los Angeles    | Damon Wayans                          |
| 2007 | BET Awards 2007 | 26. Juni 2007 | Shrine Auditorium, Los Angeles    | Mo’Nique                              |
| 2008 | BET Awards 2008 | 24. Juni 2008 | Shrine Auditorium, Los Angeles    | D. L. Hughley                         |
| 2009 | BET Awards 2009 | 28. Juni 2009 | Shrine Auditorium, Los Angeles    | Jamie Foxx                            |
| 2010 | BET Awards 2010 | 27. Juni 2010 | Shrine Auditorium, Los Angeles    | Queen Latifah                         |
| 2011 | BET Awards 2011 | 26. Juni 2011 | Shrine Auditorium, Los Angeles    | Kevin Hart                            |
| 2012 | BET Awards 2012 | 1. Juli 2012  | Shrine Auditorium, Los Angeles    | Samuel L. Jackson                     |
| 2013 | BET Awards 2013 | 30. Juni 2013 | Microsoft Theater, Los Angeles    | Chris Tucker                          |
| 2014 | BET Awards 2014 | 29. Juni 2014 | Microsoft Theater, Los Angeles    | Chris Rock                            |
| 2015 | BET Awards 2015 | 28. Juni 2015 | Microsoft Theater, Los Angeles    | Anthony Anderson & Tracee Ellis Ross  |
| 2016 | BET Awards 2016 | 26. Juni 2016 | Microsoft Theater, Los Angeles    | Anthony Anderson & Tracee Ellis Ross  |
| 2017 | BET Awards 2017 | 25. Juni 2017 | Microsoft Theater, Los Angeles    | Leslie Jones                          |
| 2018 | BET Awards 2018 | 24. Juni 2018 | Microsoft Theater, Los Angeles    | Jamie Foxx                            |
| 2019 | BET Awards 2019 | 23. Juni 2019 | Microsoft Theater, Los Angeles    | Regina Hall                           |
| 2020 | BET Awards 2020 | 28. Juni 2020 | Virtuelle Show                    | Amanda Seales                         |
| 2021 | BET Awards 2021 | 27. Juni 2021 | Microsoft Theater, Los Angeles    | Taraji P. Henson                      |
| 2022 | BET Awards 2022 | 26. Juni 2022 | Microsoft Theater, Los Angeles    | Taraji P. Henson                      |
| 2023 | BET Awards 2023 | 25. Juni 2023 | Microsoft Theater, Los Angeles    | –                                     |
| 2024 | BET Awards 2024 | 30. Juni 2024 | Peacock Theater, Los Angeles      | Taraji P. Henson                      |

## Einschaltquoten
Von 2005 bis 2010 war die Show die erfolgreichste Preisverleihung im US-amerikanischen Kabelfernsehen.
| Jahr | Tag      | Datum    | BET              | BET       | BET                      | Cumulative                | Cumulative                | Ref.          |
| Jahr | Tag      | Datum    | Household Rating | 18–49     | Zuschauer (in Millionen) | 18–49                     | Anzahl in Millionen       | Ref.          |
| ---- | -------- | -------- | ---------------- | --------- | ------------------------ | ------------------------- | ------------------------- | ------------- |
| 2001 | Dienstag | 19. Juni | 4.3              | unbekannt | 5.20                     | Keine andere Ausstrahlung | Keine andere Ausstrahlung | [ 11 ]        |
| 2002 | Dienstag | 25. Juni | 4.0              | unbekannt | 4.40                     | Keine andere Ausstrahlung | Keine andere Ausstrahlung | [ 11 ]        |
| 2003 | Dienstag | 24. Juni | 4.3              | unbekannt | 5.50                     | Keine andere Ausstrahlung | Keine andere Ausstrahlung | [ 11 ]        |
| 2004 | Dienstag | 29. Juni | 3.4              | unbekannt | 5.60                     | Keine andere Ausstrahlung | Keine andere Ausstrahlung | [ 12 ] [ 13 ] |
| 2005 | Dienstag | 28. Juni | 3.7              | unbekannt | 6.58                     | Keine andere Ausstrahlung | Keine andere Ausstrahlung | [ 14 ]        |
| 2006 | Dienstag | 27. Juni | 4.9              | unbekannt | 6.60                     | Keine andere Ausstrahlung | Keine andere Ausstrahlung | [ 15 ]        |
| 2007 | Dienstag | 26. Juni | 3.4              | unbekannt | 6.39                     | Keine andere Ausstrahlung | Keine andere Ausstrahlung | [ 16 ]        |
| 2008 | Dienstag | 24. Juni | 3.2              | unbekannt | 5.85                     | Keine andere Ausstrahlung | Keine andere Ausstrahlung | [ 17 ]        |
| 2009 | Sonntag  | 28. Juni | unbekannt        | unbekannt | 10.65                    | Keine andere Ausstrahlung | Keine andere Ausstrahlung | [ 18 ]        |
| 2010 | Sonntag  | 27. Juni | unbekannt        | unbekannt | 7.40                     | Keine andere Ausstrahlung | Keine andere Ausstrahlung | [ 19 ]        |
| 2011 | Sonntag  | 26. Juni | unbekannt        | 3.3       | 7.71                     | Keine andere Ausstrahlung | Keine andere Ausstrahlung | [ 20 ]        |
| 2012 | Sonntag  | 1. Juli  | unbekannt        | 3.2       | 7.42                     | Keine andere Ausstrahlung | Keine andere Ausstrahlung | [ 21 ]        |
| 2013 | Sonntag  | 30. Juni | unbekannt        | 3.4       | 7.77                     | Keine andere Ausstrahlung | Keine andere Ausstrahlung | [ 22 ]        |
| 2014 | Sonntag  | 29. Juni | unbekannt        | 3.1       | 7.50                     | unbekannt                 | 7.90                      | [ 23 ] [ 24 ] |
| 2015 | Sonntag  | 28. Juni | unbekannt        | 2.6       | 6.27                     | unbekannt                 | 6.50                      | [ 25 ] [ 24 ] |
| 2016 | Sonntag  | 26. Juni | unbekannt        | 1.9       | 4.50                     | 4.3                       | 7.20                      | [ 26 ] [ 27 ] |
| 2017 | Sonntag  | 25. Juni | unbekannt        | 1.5       | 3.83                     | 3.5                       | 5.80                      | [ 28 ] [ 29 ] |
| 2018 | Sonntag  | 24. Juni | unbekannt        | 1.2       | 2.87                     | 1.8                       | 4.30                      | [ 30 ] [ 31 ] |
| 2019 | Sonntag  | 23. Juni | 1.4              | 1.0       | 2.43                     | 1.5                       | 3.79                      | [ 32 ]        |
| 2020 | Sonntag  | 28. Juni | unbekannt        | unbekannt | 1.6                      | 1.0                       | 3.7                       | [ 33 ]        |
| 2021 | Sonntag  | 27. Juni | unbekannt        | 0.57      | 1.7                      | unbekannt                 | 2.4                       | [ 34 ]        |
| 2022 | Sonntag  | 26. Juni | unbekannt        | 0.68      | 2.1                      | unbekannt                 | 3.2                       | [ 35 ] [ 36 ] |
| 2023 | Sonntag  | 25. Juni | unbekannt        | unbekannt | 1.8                      | unbekannt                 | 2.8                       | [ 37 ]        |

## Vergabepraxis
Die BET Awards werden heute in 18 Kategorien verliehen, die sich grob in die Kategorien Musik, Film und Fernsehen und Sport einteilen lassen. Die Nominierungen werden von einer 500 Personen umfassenden Gruppe festgelegt, die sich aus Angehörigen der Musikindustrie zusammensetzt. Die Sieger in den Kategorien werden von der BET Awards Voting Academy festgelegt. Dabei handelt es sich um ein Online-Tool, bei dem jeder Interessierte nach Ausfüllen eines Fragebogens in den einzelnen Kategorien wählen kann. Das Voting-System wird vom Unternehmen Yangaroo betreut.
Ausgezeichnet werden vor allem afroamerikanische Künstler, welche sich im vorausgehenden Jahr hervorgetan haben. Auch wenn der Fokus auf schwarzen Künstlern und Sportlern liegt, wurden gelegentlich auch weiße Musiker nominiert und ausgezeichnet. So erhielt Sam Smith zur Überraschung aller einen BET Award in der Kategorie Best New Artist, war aber gar nicht zur Verleihung angereist. Ebenfalls nominiert waren im Laufe der Jahre auch Künstler wie Eminem, Robin Thicke, Daft Punk, Justin Bieber und Iggy Azalea.

## Kategorien

### Derzeitige Kategorien
Musik
- Album of the Year (seit 2017)
- Video of the Year (seit 2001)
- Coca-Cola Viewer’s Choice Award
- Best Collaboration (seit 2003)
- Best Female Hip-Hop Artist (2001 bis 2006, seit 2008)
- Best Male Hip-Hop Artist (seit 2001)
- Best Female R&B/Pop Artist (seit 2001)
- Best Male R&B Artist (seit 2001)
- Artist of the Year (seit 2001)
- Best New Artist (seit 2001)
- Dr. Bobby Jones Best Gospel/Inspirational Award (seit 2001)

Film
- Best Movie (seit 2010)
- Best Actress (seit 2001)
- Best Actor (seit 2001)

Sport
- Sportswoman of the Year (seit 2001)
- Sportsman of the Year (seit 2001)

Verschiedene
- Video Director of the Year (seit 2008)
- Best International Act (2010, seit 2018)
- YoungStars Award (seit 2010)
- Her Award (seit 2006)
- Best New International Act (seit 2019)

Spezialpreise
- BET Lifetime Achievement Award
- BET Humanitarian Award
- Ultimate Icon

### Ehemalige Kategorien
- Best Actor & Actress of the Year (2010 bis 2012)
- Best Gospel Artist (2001 bis 2016)
- J Cool Like That Award (2006 und 2007)
- J Award (2008 und 2009)
- Centric Award (2010 bis 2017)
- Best International Act: Africa (2011 bis 2017)
- Best International Act: UK (2011 bis 2016)
- FANdemonium Award (2010 bis 2016)
- International Viewers' Choice Award (2015 bis 2017)
- Best International Act: Europe (2017)